# Red or Black? - Tutto o niente
Red or Black? - Tutto o niente è stato un programma televisivo italiano in onda in prima serata su Rai Uno dal 22 febbraio al 5 aprile 2013 per sei puntate con la conduzione di Fabrizio Frizzi e Gabriele Cirilli.
Il programma è l'adattamento italiano dell'omonimo format inglese della ITV creato da Simon Cowell nel 2011.

## Il programma
Il programma va in onda dal Teatro 18 di Cinecittà, in Roma e consiste in una sfida tra otto concorrenti che sono chiamati a puntare sul Rosso o sul Nero, indovinando il risultato di dieci prove ed esibizioni di varia natura divise in quattro macro-tipologie: Strategia, Intuito e nervi saldi, Memoria e Colpo d'Occhio e Fortuna, prodotte da artisti, atleti e performers. Nonostante il discreto debutto il programma subì un forte calo di ascolti.
| Edizioni | Periodo          | Periodo       | Puntate | Conduzione                         | Regia        | Studio di messa in onda       |
| Edizioni | Inizio           | Fine          | Puntate | Conduzione                         | Regia        | Studio di messa in onda       |
| -------- | ---------------- | ------------- | ------- | ---------------------------------- | ------------ | ----------------------------- |
| 1°       | 22 febbraio 2013 | 5 aprile 2013 | 6       | Fabrizio Frizzi e Gabriele Cirilli | Egidio Romio | Teatro 18 di Cinecittà a Roma |

### Regolamento

#### Prima fase
I concorrenti, sulla base della veridicità dei loro pronostici devono puntare quando la prova è iniziata su chi nelle varie sfide vince tra il Rosso ed il Nero ove a seconda dei concorrenti in gioco essi hanno inizialmente quattro opzioni rosse e le altre quattro nere in cui chi si è prenotato per primo sul colore che ritiene vincente implica gli altri concorrenti a giocarsi l'altro colore. Dopo ogni prova se i giocatori avranno indovinato il colore vincente passeranno alla fase successiva altrimenti verranno eliminati. Nel primo round, gli otto concorrenti devono scommettere su chi puntare tra il Rosso o il Nero ove chi indovinerà il colore vincente vincerà un punto nella prima prova, due punti nella seconda e tre nella terza. Al termine del round i due concorrenti col punteggio più basso a rischio di eliminazione andranno alla prova del Decider in cui il giocatore deve premere un pulsante per fermare una barra d'energia che si alza e si abbassa continuamente marcando una numerazione da 1 a 100 ove passerà il turno colui che ha bloccato la barra con il punteggio più alto mentre l'avversario verrà eliminato. Nel secondo round, quando i concorrenti diventeranno sette, le opzioni per i giocatori sono quattro nere e tre rosse e la prova vale quattro punti, successivamente, c'è la prova Il passo indietro in cui in questa prova d'intuito chi sbaglia la previsione perde un punto, invece, nell'ultima prova chi indovina guadagna cinque punti. Al termine i due concorrenti che avranno il punteggio più basso andranno alla prova del Decider in cui chi avrà il risultato più basso verrà eliminato. Nel round successivo, i sei concorrenti rimasti in gioco affronteranno un'altra prova che vale sei punti per chi indovina e nella quale per i concorrenti vi sono tre opzioni rosse e tre nere ove la domanda che viene fatta riguarda l'esibizione dell'ospite legata al Rosso o al Nero. Al termine della prova i due concorrenti che avranno il punteggio più basso verranno eliminati. Nell'ultima prova, i quattro finalisti avranno due opzioni rosse e due nere ove chi indovinerà il colore vincente della sfida andrà alla prova de Il bersaglio, mentre gli altri due verranno eliminati.

#### Fase finale
Al termine della prima fase, i due concorrenti rimasti in gioco giocheranno alla prova de Il bersaglio nel quale essi devono scegliere alternativamente all'interno di una roulette divisa in 10 spicchi un numero memorizzando in una frazione di secondo a che numero corrisponde lo spicchio del colore che si è scelto tra il Rosso o il Nero, ove se il concorrente risponde esattamente guadagna un punto, altrimenti, in caso di risposta sbagliata regalerà un punto all'avversario. Vince la prova il concorrente che avrà totalizzato cinque punti.
Il concorrente che ha vinto la sfida de Il Bersaglio accederà al gioco finale del Vortex, per aggiudicarsi un montepremi base di 100000 € che sarà destinato a salire di 50000 €, con il trascorrere delle puntate, qualora non venisse attribuito. Questo gioco è composto da un enorme flipper-roulette a imbuto illuminato alternativamente di rosso e di nero ove il giocatore deve scegliere quale colore uscirà una volta che la pallina sia caduta nel foro centrale. L'abilità principale sta nel lanciare la pallina al momento giusto stabilendo prima la forza propulsiva del tiro e poi il momento in cui premere il pulsante per lanciare la pallina in cui essa entrando nel foro principale blocca il colore ove se la pallina entra nel foro mentre il flipper è colorato del colore scelto, il concorrente vince il montepremi della puntata, più l'eventuale jackpot accumulato nelle settimane precedenti altrimenti non vince nulla.

### Puntate

#### Prima puntata
Concorrenti: Mariateresa Cioffi, Pamela Gilardi, Mauro Rocca, Gianni Mazzorana, Antonella Giacomini, Fabrizio Salerno, Elena Girardi, Luigi Accogli
| Sfida n° | Sfidante Rosso                               | Sfidante Nero                               | Descrizione della sfida | Colore vincente | Concorrenti vincenti                                                                 |
| -------- | -------------------------------------------- | ------------------------------------------- | --- | --------------- | ------------------------------------------------------------------------------------ |
| 1        | Andrea Platesi                               | Andrea Cavina                               | I due motociclisti devono saltare in una tagliola che, ad ogni turno, diminuisce la sua larghezza; vince lo sfidante che riesce a passare nella morsa più stretta.                           | Rosso           | Mariateresa, Luigi, Elena, Fabrizio                                                  |
| 2        | Elisabetta Gregoraci                         | Elena Santarelli                            | Le sfidanti devono rompere sei palloni ad elio, con un spillo posto in alto, girando la manovella che li libera.                                                                             | Rosso           | Antonella, Pamela, Elena, Gianni                                                     |
| 3        | Pablo Daniel Osvaldo                         | Riccardo Montolivo                          | I due calciatori devono colpire sette bersagli oscillanti calciando un pallone. | Nero            | Antonella, Elena, Mauro, Fabrizio                                                    |
| -        | -                                            | -                                           | Decider | -               | Mariateresa (eliminato Luigi)                                                        |
| 4        | Ezio Bertuletti e la squadra "Corona ferrea" | Mauro Grisendi e la squadra "Universo cane" | Le squadre di cani devono compiere un percorso ad ostacoli correndo con una palla tra i denti. Vince la squadra di cani che compie il percorso, per 3 volte su 5, nel minor tempo possibile. | Nero            | Mauro, Elena, Pamela, Fabrizio                                                       |
| 5        | La nonna di Elisabetta Gregoraci             | La nonna di Elena Santarelli                | I concorrenti devono indovinare quale nonna sa fare la spaccata. La prova sottrae un punto ai concorrenti perdenti.                                                                          | Nero            | Fabrizio, Mauro, Elena, Antonella                                                    |
| 6        | Michael Kemeter                              | Andrea Loreni                               | Due funamboli devono compiere un percorso su una fettuccia, ostacolati da sfere appese al soffitto.                                                                                          | Rosso           | Antonella, Elena, Maria Teresa                                                       |
| -        | -                                            | -                                           | Decider | -               | Mariateresa, Gianni (eliminata Pamela)                                               |
| 7        | -                                            | -                                           | La sfida consiste nel ricordare il colore della fodera della giacca di un ballerino scelto da Massimo Ranieri dopo la sua esibizione in una versione rivisitata del brano Un'avventura.      | Nero            | Mauro, Gianni, Antonella (eliminati Gianni e Mariateresa per il punteggio più basso) |
| 8        | Sara Paganini                                | Daniele Chiofalo                            | I due artisti marziali devono compiere un percorso rompendo cinquanta tavolette di legno ciascuno. Sfida a eliminazione diretta.                                                             | Nero            | Mauro, Antonella (eliminati Elena e Fabrizio)                                        |
| 9        | Mauro                                        | Antonella                                   | Il bersaglio | Rosso           | Mauro (eliminata Antonella)                                                          |
| 10       | -                                            | Mauro                                       | Vortex | Nero            | Mauro (vince 100000 €)                                                               |

#### Seconda puntata
Concorrenti: Simone Scorbati, Romina Lanzi, Antonio Petruzzelli, Valentina Mattioli, Oscar Bruni, Silvana Squotti, Christian Magnulo, Vale Longobardi
| Sfida n° | Sfidante Rosso                             | Sfidante Nero                          | Descrizione della sfida | Colore vincente | Concorrenti vincenti                    |
| -------- | ------------------------------------------ | -------------------------------------- | --- | --------------- | --------------------------------------- |
| 1        | Simone Moroni                              | Kellen Pruitt                          | I due concorrenti dovranno distruggere a spallate una serie di muri di mattoni del proprio colore, vince chi per primo distrugge sei muri.                                                            | Rosso           | Vale, Simone, Christian, Oscar          |
| 2        | Emanuele Filiberto di Savoia e Simona Izzo | Massimiliano Rosolino e Natalia Titova | Ogni volta che una coppia di funghi si accende le due coppie in macchina dovranno colpirli. Vince la coppia che colpisce per prima sette funghi.                                                      | Nero            | Valentina, Christian, Silvana, Romina   |
| 3        | -                                          | -                                      | I concorrenti dovranno osservare nei minimi dettagli un'esibizione di laser a cui alla fine verrà posta una domanda.                                                                                  | Nero            | Silvana, Romina, Christian, Valentina   |
| -        | -                                          | -                                      | Decider | -               | Antonio, Oscar, Simone (eliminata Vale) |
| 4        | Anthony Avella                             | Davide Giannoni                        | I due sfidanti dovranno togliere tutti i vestiti alle ragazze del proprio colore appese ad un cerchio attaccato al muro. Vince la prova il concorrente che impiega meno tempo.                        | Rosso           | Christian, Oscar, Romina, Antonio       |
| 5        | Vincenzo Franchini                         | Alessio Ilari                          | I concorrenti dovranno indovinare il sopranista che canta con una voce di donna. | Rosso           | Oscar, Valentina, Antonio, Romina       |
| 6        | Scott Young                                | Waldi                                  | I due sportivi dovranno completare un percorso di sbarre in un ordine crescente, chi completa il percorso nel minor tempo possibile si aggiudicherà un punto. Vince chi per prima arriva a due punti. | Rosso           | Valentina, Silvana, Oscar, Simone       |
| 7        | -                                          | -                                      | La sfida consiste nel ricordare il colore della valigetta di un ballerino scelto da Raf dopo la sua esibizione del brano Le ragioni del cuore.                                                        | Nero            | Oscar, Valentina, Antonio               |
| -        | -                                          | -                                      | Decider | -               | Christian (eliminate Romina e Silvana)  |
| 8        | Guillaume Juncar                           | Thomas Trichet                         | I due artisti circensi devono cercare di ruotare dentro una ruota su se stessi rimanendo in equilibrio il maggior tempo possibile. Sfida a eliminazione diretta.                                      | Rosso           | Christian, Valentina                    |
| 9        | Valentina                                  | Christian                              | Il bersaglio | Nero            | Christian (eliminata Valentina)         |
| 10       | Christian                                  | -                                      | Vortex | Nero            | Christian (non vince i 100000 €)        |

#### Terza puntata
Concorrenti: Giacomo Bortoluzzi, Giovanna Fronduti, Federico Bignami, Sabrina Luzzi, Federico "FEFINO" Nicolanti, Daniela Rota, Mino "Girolamo" Casafredda, Elena Trapé
| Sfida n° | Sfidante Rosso       | Sfidante Nero         | Descrizione della sfida | Colore vincente | Concorrenti vincenti                                |
| -------- | -------------------- | --------------------- | --- | --------------- | --------------------------------------------------- |
| 1        | Stevan Jovetić       | Hernanes              | I due calciatori devono colpire sette bersagli oscillanti calciando un pallone. | Nero            | Mino, Elena, Fefino, Sabrina                        |
| 2        | Jordana De Haro Cano | Alessandra Marchetti  | Dopo un'esibizione di pole dance delle due atlete esse devono assumere la posizione dell'Iron X ove vince chi rimane più a lungo in quella posizione. | Nero            | Federico, Giovanna, Elena, Mino                     |
| 3        | Pasquale Filosa      | Muhamed Kahrimanovic  | I due sfidanti devono spaccare con le proprie mani una fila composta da angurie ove vince chi finisce per primo schiacciando il pulsante posto alla fine della fila. | Nero            | Fefino, Sabrina, Federico, Giacomo                  |
| -        | -                    | -                     | Decider | -               | Giovanna (eliminata Daniela)                        |
| 4        | Alessandro Zanni     | Leonardo Ghiraldini   | Gli sfidanti devono spezzare 25 assi di legno posti in verticale a colpi di pallone da rugby. Vince chi rompe tutte le asticelle per primo. | Nero            | Federico, Giacomo, Mino, Giovanna                   |
| 5        | Annelise             | Alba                  | I concorrenti devono indovinare quale delle due signore sa intonare uno jodel. | Rosso           | Mino, Elena, Federico                               |
| 6        | Andrea Riva          | Alessandro Allegretti | I due sfidanti di bike trial devono completare un percorso ad ostacoli. Vince la sfida colui che ha vinto almeno due sfide su tre. | Rosso           | Fefino, Giovanna, Giacomo                           |
| -        | -                    | -                     | Decider | -               | Sabrina (eliminata Elena)                           |
| 7        | -                    | -                     | I concorrenti dovo aver visto l'esibizione dei Pooh hanno dovuto memorizzare il colore delle chiavi di violino apparse sugli schermi dello studio. | Rosso           | Mino, Giovanna, Giacomo (eliminati Fefino, Sabrina) |
| 8        | Botond Akos Dajka    | Csanad Karoly Borlay  | I due sfidanti che provengono la squadra ungherese di basket acrobatico di Budapest "Lords of Gravity" devono fare canestro saltando da un tappeto elastico posto a 5 metri di distanza ove ad ogni tipo il trampolino arretrerà ulteriormente. Vince chi per primo arriva a 3 canestri oppure se ad oltranza l'avversario sbaglia e l'altro segna. | Nero            | Giovanna, Giacomo (eliminati Mino, Federico)        |
| 9        | Giacomo              | Giovanna              | Il bersaglio | Nero            | Giovanna (eliminato Giacomo)                        |
| 10       | -                    | Giovanna              | Vortex | Nero            | Giovanna (vince 150000 €)                           |

### Ascolti
| # | Messa in onda    | Ospiti | Telespettatori | Share  |
| - | ---------------- | --- | -------------- | ------ |
| 1 | 22 febbraio 2013 | Riccardo Montolivo, Pablo Daniel Osvaldo, Elisabetta Gregoraci, Elena Santarelli, Massimo Ranieri                          | 4 729 000      | 17,19% |
| 2 | 1º marzo 2013    | Emanuele Filiberto di Savoia, Simona Izzo, Massimiliano Rosolino, Natalia Titova, Raf                                      | 3 463 000      | 12,72% |
| 3 | 8 marzo 2013     | Hernanes, Stevan Jovetić, i Pooh, Alessandro Zanni, Leonardo Ghiraldini                                                    | 3 417 000      | 13,72% |
| 4 | 15 marzo 2013    | Valeria Marini, Giorgia Palmas, Simona Molinari, Costantino della Gherardesca e suo nipote Barù                            | 3 694 000      | 14,65% |
| 5 | 22 marzo 2013    | Federica Nargi, Costanza Caracciolo, Alessio Cerci, Massimo Oddo, Clemente Russo, Vincenzo Mangiacapre, Miguel Ángel Zotto | 3 244 000      | 12,96% |
| 6 | 5 aprile 2013    | Pierfrancesco Chili, Andrea Iannone, Laura Barriales, Federica Fontana, Hoara Borselli, Nek                                | 3 118 000      | 11,73% |
| # | Venerdì          | Media auditel | 3 610 000      | 13,83% |

#### Altre informazioni
La media telespettatori è di 3 610 000 spettatori e del 13,83% di share: le 8 puntate inizialmente previste sono state ridotte a 6 perché a partire dalla seconda puntata in poi gli ascolti sono crollati sotto alla media auditel di Rai 1. Nel cast del programma c'era anche il corpo di ballo composto da: Giulia Pauselli, Micol Ronchi, Sarah Nile, Elena Morali, Carlotta Maggiorana, Francesca Fioretti, Cristina Buccino e Laura Drzewicka. Anche nel suo paese di origine, il Regno Unito, questo game show non ebbe particolare successo.